# Вътрешна македоно-одринска революционна организация
 Тази статия е за организацията от края на XIX – началото на XX век.  За други значения вижте ВМРО (пояснение).  
Вътрешната македоно-одринска революционна организация (ВМОРО) е националноосвободителна организация на българите в Османската империя. Организацията е активна в Солунския, Битолския, Скопския, Одринския и Цариградския вилает в края на XIX век и началото на XX век. В програмните документи на организацията се изтъква, че тя ще се бори по революционен път за осъществяване на член 23-ти от Берлинския договор, за предоставяне на политическа автономия на Македония и Одринско. Предвидено е двете съседни области да се обособят в самостоятелна териториална единица в рамките на империята, като в нея следва да бъдат проведени административни и политически реформи с оглед на подобряване на условията за живот на християнското население там. По време на Войните за национално обединение тези официални лозунги са изоставени. Различните крила в организацията се маргинализират и на практика служат като придатък към Българската армия. Те подкрепят активно действията ѝ, като целта им е завоюване на възможно най-големи дялове от Македония и Тракия и евентуалното им присъединяване към Царство България.

## Създаване, структура, териториален обхват и финансиране

### Предистория
След подписването на Берлинския договор населението в Македония и Одринско остава под османско владичество. Още тогава били направени първите опити за създаване на трайна революционна структура – комитетите „Единство“, но те били неуспешни. Основаването на Българския таен централен революционен комитет през 1885 г. имало за първоначална цел освобождението на Македония от османска власт. В действителност обаче била постигната по-лесната цел – обединението на Източна Румелия и Княжество България. Впоследствие започнали да възникват и други революционни групи и кръжоци, които да подготвят революционното движение в Македония и Одринско. Първият опит за създаване на такава организация бил направен в Пловдив през 1889 – 1890 г. от Пере Тошев и Андрей Ляпчев, бивши членове на БТЦРК. Междувременно сред учениците на Солунската българска мъжка гимназия действал Таен революционен кръжок, ръководен от Гоце Делчев. През 1891 г. Дамян Груев и Петър Попарсов, по онова време студенти в Софийския университет, се заемат да организират част от състудентите си. Те създават в София тайно младежко дружество, наречено „Дружба“. Целта на дружеството според Попарсов била:
| „ | ...Да вербува съмишленици, които да заминат в Македония и там, на място, както някога Васил Левски и другарите му, да подготвят почва за революционното движение съобразно с местните условия... | “ |

На следващата година, след завършване на образованието си, те се прибират в Македония, където стават екзархийски учители. Дейност, подобна на тяхната, развива в Солун Иван Хаджиниколов, който е български учител там. През 1892 г. той се среща в София с Гоце Делчев, който вече е юнкер във военното училище, и двамата съгласуват намеренията си за организиране на въоръжена борба. След завръщането си в Солун Хаджиниколов започва да търси хора за осъществяване на своя проект.

### Основаване
Така на 23 октомври 1893 година в Солун шестима български интелектуалци основават революционен комитет. На тази първа среща, която изиграва ролята на учредителен конгрес, се събират доктор Христо Татарчев, Дамян Груев, Иван Хаджиниколов, Петър Попарсов, Христо Батанджиев и Антон Димитров. Срещата се провежда, без да се водят протоколи и без да се избира първоначално ръководство. Решено е една от основните задачи редом с борбата за освобождение да бъде противодействието срещу ширещите се сръбска и гръцка пропаганди. Според Попарсов първоначално групата била наречена „Комитет за придобиване политическите права на Македония, дадени от Берлинския договор“. На ново събрание на същата група, проведено пак в Солун в началото на 1894 година, присъстващите вече имали под ръка екземпляр от „Записки по българските въстания“ на Захарий Стоянов, в който били публикувани Уставът и Наредбата на Българския революционен централен комитет. Те я взимат като образец за първия схематичен устав на организацията, който не е запазен. Изработването му е възложено на Попарсов. Според Татарчев
| „ | Въ сѫщото заседание на дълго се разисква, какво да бѫде названието на революционната организация и на комитета. Тоя въпросъ ни отне доста време и най-сетне, доколкото помня, усвоихме да се наричатъ: „Македонска революционна организация“, а комитетътъ – „Централенъ македонски революционенъ комитетъ“, а съкратенъ „Ц. М. Р. К.“ | “ |

Консолидирането на организацията станало на Ресенския конгрес през лятото на 1894 г. Одобрен е новият Устав. Започва издаването на революционните вестници „На оръжие“ и „Бунтовник“ и се изготвя вътрешен правилник на местните революционни комитети. В началото организационната работа върви бавно. В конспирацията се посвещават само ограничен кръг от хора. Особено внимание се отделя на учениците от Солунската гимназия, повечето от които през следващите години стават пропагандатори на националнореволюционната идея. След първите плахи стъпки ВМОРО бързо започва да набира сили, като особено силен тласък на вътрешната организация дава извършената Четническа акция на Македонския комитет от 1895 година. Иван Хаджиниколов признава, че използват акцията за агитационно средство сред местното население: 
| „ | Виждате ли? Нашите братя от България са готови да ни дойдат на помощ, когато въстанем. Поради това по-скоро да се приготвим за въстание. | “ |

Според Христо Татарчев Одринско отначало не влиза в програмата на организацията, но по-късно основателите стигат до заключението, че и тази област трябва да съставя част от революционна дейност. Решението за това се взема в края на 1895 г. и започва да се прилага в действие през 1896 г. Тогава Даме Груев възлага на Христо Коцев, учител в Одринската българска мъжка гимназия, да започне там изграждането на комитетска мрежа. Коцев и Павел Генадиев, тогава учител в Лозенград, създават Одринския революционен комитет.

### Наименование
В различни периоди от своето съществуване организацията носи различни имена. Първото ѝ официално име от устава от 1894 г. не е известно със сигурност. Съществува предположение, че то е било Македонска революционна организация (МРО) или по-скоро Македонски революционни комитети (МРК). Така твърди Христо Татарчев в спомените си, в които подчертава, че не помни ясно първото име на организацията. Той пояснява също, че определението „български“ е отпаднало от името на организацията, след приемането на втория устав през 1896 г. С това на практика той си противоречи, понеже не е възможно първото уставно име да е МРО, а определението „български“ да е отпаднало от него 2 години по-късно. Според първия запазен устав, името ѝ е Български македоно-одрински революционни комитети (БМОРК). Някои изследователи приемат, че това всъщност е първото официално име на организацията и този устав е от 1894 г., а други го датират от 1896 г. Вероятно през 1896 г., или според други през 1902 г., с цел привличането и на другите народности в Македония и Одринско, тя е наречена Тайна македоно-одринска революционна организация (ТМОРО) и определението български отпада от устава. През 1905 г., за да се демонстрира по-голяма самостоятелност от София, името е променено на Вътрешна македоно-одринска революционна организация (ВМОРО).

### Структура, организация, териториален обхват
През 1896 г. на Солунския конгрес са взети важни решения. Териториите, в които действа организацията, са поделени на революционни окръзи и околии. Проектирани са седем революционни окръга: Солунски, Битолски, Скопски, Одрински, Струмишки, Щипски и Серски. Така на практика територията, която организацията обхваща, се простира от Черно море на изток до Охридското езеро на запад и от границата на Княжество България на север до Бяло море на юг. Тази зона обхваща днешните географски области Източна Тракия, Западна Тракия, южната периферия на Северна Тракия и Македония. По-специален статут е имала столицата Цариград, където Димитър Ляпов изгражда автономен революционен комитет, получил правото да общува директно с Централния комитет. След Солунския конгрес Цариградският комитет губи самостоятелността си и се влива в състава на Одринския революционен окръг. Предвиденият Щипски окръг не се сформира, а територията му впоследствие е придадена към съседните окръзи.
Конгресът избира и органи, наречени ръководни тела, които са овластени да ръководят окръзите и околиите. Възложено е да се изработят нов Устав и Правилник на организацията, а тя е преименувана на Български македоно-одрински революционни комитети. Най-ниското ниво на организацията съставляват селските и градските комитети, чиито членове избират околийски комитети. Те отговарят пред окръжните комитети, които са пряко подчинени на Централния комитет. Връзката между комитетите се осъществява от тайна поща. Всеки революционен комитет създава тайна полиция. Решенията се вземат стъпаловидно от горе надолу в йерархията, като терористите и четите на ВМОРО получават нареждания и действат след одобрение от местните началства. Избрани са нов Централен комитет със седалище в Солун и Задгранично представителство със седалище в София. Гоце Делчев, който е член на организацията от 1894 г., а междувременно работи като екзархийски учител, на конгреса бива избран за задграничен представител в София и постепенно се оформя като фактическият ръководител на организацията. Между 1895 и 1897 г. организацията действа предимно чрез терористични градски групи, но под ръководството на Гоце Делчев от 1896 г. се пристъпва към изграждане на четническия институт по модела на БРЦК. Така в Македония започва да действа първата нелегална агитационно-организационна чета на българския офицер Михаил Апостолов – Попето. След него се появяват и четите на Марко Лерински и Христо Чернопеев.

### Финансиране
Организацията набира средства чрез различни способи. Един източник са помощите от страна на българската държава. В правителственото финансиране на ВМОРО като цяло се забелязва цикличност, която видимо дразни революционните дейци. За тази тенденция допринасят обективни причини, една от които е постоянният стремеж на управляващите в България да поддържат равновесие между отделните революционни течения с цел осъществяване на по-надежден контрол над техните действия. Освен това всеки член на организацията заплаща членски внос. Организацията събира и дарения от богати българи из средите на земляческите дружества на бежанците. Успоредно с разрастването си ВМОРО все по-остро чувства нуждата от оръжие за въоръжаване на населението и четите. Членският внос и доброволните пожертвувания се оказват недостатъчни. Поради това в устава на организацията е предвидено събиране на средства по насилствен начин. Известни са няколко нарочно организирани афери от дейци на вътрешната организация, имащи за цел залавянето на богати турци, за които да се получи откуп. Друг способ са отвличанията на заможни чужденци, какъвто е случаят с протестантската мисионерка Елън Мария Стоун. Някои от тези опити за отвличания завършват с провали, свързани с масови репресии – арести и изтезания.
Само между 31 октомври 1904 и 13 януари 1905 г. Временният комитет на Борис Сарафов, Васил Чекаларов, Владислав Ковачев и Апостол Грежов получава 90 000 лева от българското правителство, предназначени за подпомагане на бежанци от Македония и изпращане на чети във вътрешността.

## Цели

### Автономна Македоно-Одринска държава
Първоначално ВМОРО декларира, че целите ѝ са залегнали в чл. 23 и чл. 62 на Берлинския договор – тя се обявява за прилагането на предвидените в тях реформи, които трябва да гарантират автономия по подобие на тази в Източна Румелия от 1878 г. Очакваното противодействие от страна на Великите сили, евентуалната военна намеса на балканските държави, страхът от поделяне на областта между последните, етническата разнородност на местното население, както и републиканските убеждения на част от ръководството са причината ВМОРО да не издига идеята за непосредствено присъединяване на Македония и Одринско към Княжество България. Целите на организацията, обсъждани при основаването ѝ, са описани от Христо Татарчев по следния начин:
| „ | …Разисква се на дълго върху цельта на тая организация и по-сетне се спрѣхме върху автономията на Македония съ предимство на българския елементъ. Не можехме да възприемемъ гледището „прямо присъединение на Македония съ България“, защото виждахме, че туй ще срещне голѣми мѫчнотии поради противодействието на великитѣ сили и аспирациитѣ на съседнитѣ малки държави и на Турция. Минаваше ни презъ ума, че една автономна Македония сетне би могла по-лесно да се съедини съ България, а въ краенъ случай, ако това не се постигне, че ще може да послужи за обединително звено на една федерация на балканскитѣ народи. | “ |

След приобщаването на Одринския вилает в организацията, той също е включен в автономния проект. Приблизителна характеристика на идеята за политическа автономия дава следното изказване на Делчев, направено при обиколката му в Одринско през 1900 г. и предадено по спомените на Димитър Груев:
| „ | Ние, българите от Македония и Одринско, не трябва да изпущаме изпредвид, че има и други народности и държави, които са много заинтересовани от разрешението на този въпрос. Една намеса на България ще предизвика намесата и на съседните държави и може да доведе до разпокъсването на Македония. Ето защо народите, населяващи тия две области, трябва сами с общи усилия и жертви да извоюват своята свобода и независимост в границите на една автономна Македоно-одринска държава, като разчитаме само на материалната и морална подкрепа на България и на Великите сили. | “ |

### Концепцията за политически сепаратизъм
Най-подробно целите на този политически сепаратизъм са разяснени в излизащия в София вестник „Право“, неофициален орган на ЦК на ВМОРО. В началото на юни 1902 г. там е публикувана статията „Политически сепаратизъм“, в която е направено ясно разграничение от национален сепаратизъм и е формулирана основната му компромисна цел: „запазвание на българското племе цяло, […] макар и разделено политически“.
| „ | От дълги години насам терминът „автономия за Македония“ се носи от уста на уста. Това ново положение крие една политическа доктрина, неясно формулирана чрез принципите на автономията… Тая нова доктрина е „политическият сепаратизъм“, за който и ще говорим в долните редове… Изхождайки от това гледище и уверени, че мнозинството от християнското население в Македония е българско, ний отхвърляме от себе си и най-малкото натякване за някакъв „национален сепаратизъм“… Обаче като българско, това население желае да получи своята свобода, организирано политически в една автономна област, разделена от Българското княжество… Има едно съществено и важно последствие от тая доктрина и то е: запазвание на българското племе цяло, неразделно и свързано със своята духовна култура, макар и разделено политически. | “ |

След Балканските и Първата световна война териториите, на които е трябвало да се създаде Македоно-одринската държава, са разпокъсани. Вардарска и Егейска Македония са включени в пределите съответно на Кралството на сърби, хървати и словенци и на Гърция. Западна Тракия също е включена в Гърция, а Източна Тракия остава в Турция. В следващите години българското население в тези територии е подложено на етническо прочистване, депортация и насилствена денационализация. Само Пиринска Македония и южната периферия на Северна Тракия са придадени към България. Провалът на неосъществимото в условията на агресивен балкански национализъм схващане за политически сепаратизъм става явен. Това е ясно и за някои от бившите дейци на ВМОРО, като Димо Хаджидимов, който признава:
| „ | …Тази идея все пак си остана само българска, докато най-после изчезна и като българска. Нито гърците, нито турците, нито друга някоя националност в Македония приеха този лозунг. Нещо повече, те се обявиха против него, против автономната идея… Защото автономната идея при българите доби по-широк полет след създаването на ВМОРО, която беше българска по състав и се появи като организация достатъчно решителна и със силна боева мощ и сила на съпротивление. Ръководството на македонските гърци не можеше да се нареди под знамето на една такава организация, която в никакъв случай не би станала оръдие на елинизма като национален идеал… Без съмнение, щом като македонските гърци, най-многобройната след българите националност, взеха такава позиция спрямо автономната идея, последната не можеше да разчита на успех… | “ |

## Възможни изходи от автономията след разпадането на Османската империя

### Обединение с България
Според Христо Силянов за организацията понятието автономия се покрива със съдържанието на чл. 23 от Берлинския договор, което тогава се смята за задоволителна придобивка. Претенциите ѝ остават докрай скромни и това говори за здравия политически разум на нейните ръководители. Тези претенции се движат в кръга на даденото от Европа в Берлин, на възможното и постижимото. Впрочем, ето как виждат изхода от автономията по това време едни от най-видните дейци на националноосвободителното движение. Гоце Делчев не изключва варианта Македоно-одринската автономна държава по-късно да се присъедини към България. Един от неговите най-близки приятели, Коце Ципушев, съобщава в своите спомени, че когато през 1902 г. приятели на Гоце го запитали защо се борим за автономия на Македония и Одринско, а не за обединение с България, той им отговаря:
| „ | Другари, не виждате ли, че сега не сме роби на разпадащата се вече турска държава, а сме роби на европейскитѣ велики сили, предъ които Турция подписа своята пълна капитулация въ Берлинъ. Затова трѣбва да се боримъ за автономията на Македония и Одринско, за да ги запазимъ въ тѣхната цѣлость, като единъ етапъ за бѫдещето имъ присъединяване къмъ общото българско отечество. | “ |

Даме Груев се изказва в почти същия дух за изхода от автономията. В спомените си войводата Милан Матов пише:
| „ | Една фалшива мълва беше пусната в Македония около и след Илинденското въстание, че върховните комитети в София искали присъединяването към България, а ВМОРО иска автономия. По тоя повод през юни 1906 г. аз бях в София и се отнесох за разяснение до Даме Груев, който ми отговори следното: „Ние сме българи и всякога работим и ще работим за обединението на българщината. А всички други формули са етап за постигане на тая цел. Не е дошъл обаче моментът за решение на нашия въпрос, затова няма място за препирни и приказки от подобен род.“ | “ |

Сред противници на организацията също е разпространено мнението, че идеята за автономия е прикритие за истинската цел – обединение с България. Сръбският войвода Василие Тръбич пише:
| „ | Върховистите бяха за това […] този край да се присъедини веднага към България, а централистите – тази цел да се постигне постепенно посредством евентуална автономия на Македония. […] Цялата организация и цялата нейна работа бяха само в една посока: на всяка цена да се присъедини Македония към България. Ако между тези хора е имало някой, който да мисли, че Македония наистина трябва да остане автономна, а не част от българската държавна територия, това са били изключения… | “ |

### Балканска федерация
Идеята за Балканска федерация е тясно обвързана с Македонския и Тракийския въпроси, които са част от по-големия Източен въпрос. След Илинденско-Преображенското въстание от 1903 г. и разцеплението във ВМОРО под напора на засилените процеси на дезинтеграция вътре в организацията, и най-вече поради засилващото се влияние на социалистическите идеи се засилва лявото течение на ВМОРО начело с Яне Сандански. Възприема се идеята за Балканска федерация като държавно обединение, в което самоопределението на народностите в Македония и Одринско би могло да се извърши по демократичен начин. Павел Делирадев, който е идеолог на лявото крило, изнася основния доклад на общия конгрес на левицата в Банско през 1908 г., в който за първи път официално се прокарва идеята за Велика източна федерация, в която Македония и Одринска Тракия трябва да се обособят като самостоятелни федерални единици. Приблизителна характеристика на интернационалистките, федералистки възгледи на левичарите дава подписаното от Сандански възвание до жителите на населения тогава с гърци Мелник:
| „ | Преди вие считахте, че борбата ни за решаване на Македоно-одринския въпрос е борба за решаване на българския въпрос. […] Борбата, която водим ние сега, вие смятате за борба за господство на българската народност над другите народности, които живеят с нас. […] Нека забравим отсега нататък кой е българин, кой е грък, кой е сърбин и кой е влах, но да помним, че всички ние сме безправни роби! […] Елате заедно да посеем семената на революцията! | “ |

## Членска маса и национална идентичност

### Членска маса
Основната част от членската маса на ВМОРО са българи екзархисти от Македония, в голямата си част интелектуалци – учители, духовници и офицери от българската армия. Освен македонци във ВМОРО членуват и българи от Тракия, Княжество България, Добруджа и Бесарабия. Масово се набират хора за организацията в Стара Загора, Сливен, Самоков и други български градове. Освен българи след влизането в сила на нов устав през 1902 г. в организацията са приети и хора от други народности, например известен брой българеещи се власи. Допълнително левицата привлича за членове няколко сърби, черногорци и гърци, както и някои сърбомани и гъркомани. След време поради различни причини някои от дейците на организацията се отмятат от ВМОРО и се присъединяват към сръбската и гръцката въоръжени пропаганди в Македония.
Между запазените първи общоорганизационни документи са уставът и правилникът на Българските македоно-одрински революционни комитети. Освен наименованието на организацията, което ясно свидетелства за националното самосъзнание на създателите ѝ, всичките ѝ документи се издават на български език. В чл. 2 от Устава изрично е записано, че „за постигане на тая цел (политическата автономия на Македония и Одринско) членовете са длъжни да събуждат съзнанието за самозащита у българското население в казаните в чл.1 области“. В чл. 3 авторите на този документ са записали, че „член на БМОРК може да бъде всеки българин, без разлика на пол, който не е компрометиран с нищо нечестно“.
След поражението на Илинденско-Преображенското въстание от 1903 година и особено след Рилския конгрес от 1905 г. новото ръководство на организацията, което произхожда от лявото крило, приема нов устав и се обявява за прекъсване на контактите с българската държава, предоставяне на пълна политическа независимост на Македония и Одринско и включването им в Балканска федерация. Според историци от днешната Република Македония това означава промяна в разбиранията на левицата за националната принадлежност на населението в двете области и в частност в Македония. Всъщност печатният орган на левицата, вестник „Революционен лист“, който по това време се редактира от Димо Хаджидимов, в програмната си статия от 10 септември 1906 г. пише:
| „ | Едновременно с тия вълнения се създаде и друго едно впечатление в Европа и въобще в света, а именно, че не друг, а българският елемент е който проявява революционни действия в Турция… А това всъщност говори, както е и в действителност, че българският елемент е най-многочислената и най-компактната маса в Македония. | “ |

След разцеплението на ВМОРО е проведен Банският конгрес на левицата от май 1908 г., където е взето решение за създаване на нова Македоно-одринска революционна организация. През август Сандански и неговият социалистически щаб подготвят „Проектопрограма на Македоно-одринската революционна организация“. В окръжното, с което разпращат документа до околийските революционни окръзи, целта на революционната организация е определена недвусмислено:
| „ | Въдворяване на едно положение, при което всяка нация, включително и нашата – българската, да има обезпечени всички гаранции за свободно политическо, икономическо и културно развитие. | “ |

Обстоятелството, че след легализацията си през следващата 1909 г. левицата основава т.нар. Народна федеративна партия, в чийто правилник е записано, че в нея могат да членуват само българи, говори достатъчно красноречиво. През 1910 г., в условията на засилваща се младотурска реакция, левицата отново се връща към въоръжените форми на съпротива. Революционната организация е възстановена под името Българска народна македоно-одринска революционна организация.
След края на Първата световна война част от левицата основава Временно представителство на бившата ВМОРО, което издава меморандума „Апел към македонското население и към македонската емиграция в България“, който отправя до представителите на Великите сили на мирната конференция в Париж. В него се казва:
| „ | Въпросът е може ли, трябва ли и необходимо ли е да се спаси българското племе от чуждо политическо владичество? На този въпрос македонските българи отговарят утвърдително и намират, че единственият изход за това е създаването на една самостойна Македония в нейните естествени географски очертания, с равенство на всички населения без разлика на численост... | “ |

### Промяна на идентичността след 1934
Някои от бившите дейци на левицата във ВМОРО се радикализират и през втората половина на 20-те години на 20. век стават комунисти. По-късно, в началото на 1930-те години, под влиянието на политиката на Коминтерна за „свободно самоопределение на народите до отделяне“, част от тях приемат идеите на македонизма. Като резултат през 1934 г. Коминтернът публикува и специална резолюция, подкрепяща формирането на отделна македонска идентичност. Ето какво твърди един от най-изявените комунистически деятели, Димитър Влахов, през 1925 г., преди „македонизацията“ си:
| „ | Първоначално револ. организация почна да работи всред българското население в Македония и то не всред целото бълг. население, а само всред тая част от него, която се числеше към Бълг. екзархия. Ръководството се отнасяше с недоверие към българите неекзархисти – патриаршистите, католиците, протестантите... По-късно те (ръководството) измениха устава на организацията в смисъл, че член на организацията може да бъде всеки македонец, от която народност и да е той и каквито и да са неговите политически разбирания, стига да приема нейните принципи и се бори за политическата автономия на Македония. | “ |

В издадените в Скопие негови „Мемоари“, които са писани в началото на 50-те години на 20. век в СФРЮ, се правят същите признания:
| „ | Кога зборувам за македонскиот народ ги имам предвид на прво место македонските Славјани. Под името македонски народ по тоа време македонските дејатели го разбираа целото население на Македнија, т.е. зборот Македонци имаше поскоро географски карактер ... Кога револуционерната организација беше основана и почна да работи, ја започнува својата работа најнапред среде оние Македонци кои се викаа Бугари. | “ |

Въпреки това до изтеглянето на българската армия през 1944 г. от анексираните територии в бившата Вардарска бановина, по-голямата част от населението е с българска идентичност. Едва след като в България и Югославия на власт се установяват комунистите, започва интензивен процес на формиране на отделна македонска нация и държавност. Процесът е политически мотивиран и е съпроводен с репресии. По това време активни са и други двама от най-известните бивши левичари, възприели македонизма – Павел Шатев и Панко Брашнаров. През 1948 г. те, разочаровани от българофобията, репресиите и манипулациите на новите югославски власти, отправят отчаян апел до Й. В. Сталин, поради което по-късно са ликвидирани физически. В апела между другото се казва:
| „ | …На тия фарисеи (ЦК на МКП) им е потребно да вдигат шум и да се крият под комунистическа покривка за прикритие. Затова им е потребно пред света да вдигат паметник на Гоце Делчев в Скопие и да основат комитет за илинденски пенсии. Потребно им е и да правят „тържества“ за Илинден в Крушево, като трибуна от която да се ругае всичко българско, макар и да е исторически факт, че илинденците са се чувствали и са действали всякога и навсякъде като хора с българско съзнание… | “ |

Заключението на Ангел Динев, деец на ВМОРО, а по-късно и участник в комунистическата съпротива през Втората световна война, станал също македонист, е:
| „ | Македонските революционери (ВМОРО) с цената на саможертвата пробудиха политическото съзнание на народа. Но те не му дадоха най-важното оръжие – не му дадоха етническо съзнание. | “ |

Според акад. Иван Катарджиев, смятан в днешна Северна Македония за най-големия специалист по история на ВМОРО, не може да се поставя под въпрос българското съзнание на членовете на организацията, включително и на тези от левицата. Той твърди, че дори онази част от ветераните на лявото крило, възприели идеите на македонизма, са останали на ниво политически сепаратизъм и на практика са продължили да се чувстват българи до края на живота си. Редица от левите функционери, поради про-български прояви, впоследствие са отстранени от властовите позиции, които заемат в СФРЮ и са преследвани, а някои от тях са съдени и дори екзекутирани.

## Отношения на организацията с българската държава, Българската екзархия и ВМОК

### Отношения с българската държава
България служи като база на македоно-одринските революционери. Тук се издават вестници и печатни материали на организацията и се организират многобройни комитети на бежанците от Македония и Одринско. Повечето от тях членуват във ВМОРО или се намират под нейното влияние и ръководство. В България се формират и въоръжените чети, които от специално уредени пунктове на границата, по предварително изградени канали се прехвърлят до всички райони на организационната територия. Тук се складира и оръжието, мунициите и революционна литература. Тук намират подслон преследваните, ранените и болните революционери.

През 1905 г. членът на ЦК на ВМОРО Борис Мончев пише: 
| „ | …Българското княжество, безспорно е, че то е принесло неоценими заслуги на Организацията и на освободителното дело. Безбройните доказателства, които българският народ е дал за пълната си с нас солидарност, не дават да се заличат тъй лесно чувствата на благодарност от страна на Организацията и на роба. Да се твърди противното, би било едно умишлено извъртане на истината, което всеки истински деец трябва да осъди. | “ |

Българската държава съдейства също за въоръжаването и финансирането на ВМОРО главно чрез Българските освободителни братства. Такива дарения се правят и след тайни срещи между ръководители на ВМОРО и представители на българските правителства. След една среща на Даме Груев с министър-председателя Константин Стоилов, последният пише: 
| „ | Моята цел беше да видя какво гонят тези господа, да им дам да разумеят, че не могат да налагат нам – на правителството – техните взглядове, и че ако искат да работят полезно, трябва да са в хармония с нас... Груев ми изложи действително твърде откровено техните взглядове и положението на работите в Македония. Аз му изложих твърде категорически ясно моите идеи върху пропагандата. Той напълно се съгласи с това. Накрая ми се помоли да им дадем оръжие, за да може да го раздадат на населението по окръжията, които граничат с България и пари, за да купят оръжия от Гърция, за да го раздадат на населението в ония окръзи, които граничат с Гърция... Аз поисках време да направя справки и на другия ден чрез г-на Тъпчилещова, главен секретар на Министерския съвет, му съобщих, че окончателен отговор ще му дам чрез г-на Ризова... | “ |

Понякога поради външен натиск българските правителства са принуждавани да вземат мерки срещу революционните дейци, но тези мерки често носят белега на неискреността. В София се намира седалището на Задграничното представителство на организационното ръководство. Бидейки в дълбока нелегалност, Централният комитет от Солун осъществява ръководната и организационната си дейност до голяма степен именно чрез този свой орган. Задграничното представителство представлява организацията пред външния свят, координира нейната дейност и обединява усилията за преодоляване на трудностите в борбата. Свои представителства в България имат и отделните революционни окръзи, които изпълняват сходни функции.

Въпреки това ръководителите на ВМОРО не демонстрират открито контакти с България, за да не се компрометира революционното движение в Македония. Петър Попарсов по-късно заявява: 
| „ | Лозунгът беше: далеч от България! Не за това, че тя бе виновница за положението в Македония, ами защото всяко подозрение за нейна намеса можеше да напакости и ней, и на делото, което трябваше да си запази своя чисто вътрешен македонски характер. Върху тези ясни и точно определени основи се образува първият таен Комитет за придобиване политическите права на Македония, дадени ѝ от Берлинския договор, от който сетне се разви тъй наречената Вътрешна М. Р. организация. | “ |

Самата организация също е готова да помага всеотдайно на България. След решенията на Рилския конгрес от 1908 г. организацията преминава към явно сътрудничество с българските власти. През Балканските войни и Първата световна война ВМОРО изцяло се поставя в услуга на българската държава.

### Отношения с Българската екзархия
Дейността на Българската екзархия в Македония и Одринско изцяло е насочена към запазване на принадлежността на местното население към българската църква, просвета и култура. Тя изиграва основополагаща роля в началния етап от развитието на българското националноосвободително движение, без което не би било възможно създаването на ВМОРО. Екзархията със своите институции (главно училищата) дава многобройни кадри за освободителното движение. Мрежата на ВМОРО възниква основно в екзархийски училища като Солунската и Одринската български мъжки гимназии. Факт е също, че голяма част от ръководителите на организацията, като Гоце Делчев, Даме Груев, Гьорче Петров, Пере Тошев и други, са били учители в училища на Екзархията. Въпросът за освобождението на Македония и Одринско според екзархистите се свързва с решаването на Източния въпрос, като цялата тежест за обединението на нацията пада върху Княжество България. Органите на Екзархията смятат, че положението на българите в Европейска Турция би се утежнило повече при едно несполучливо въстание. Сдържаното отношение на Екзархията към призивите за въоръжена борба е естествено, защото подобни методи я поставят в неизгодно положение пред Портата и рискуват да провалят основните ѝ дейности – религиозната и просветната. Върху тази основа възникват и противоречия между двете институции, но те се разрешават, тъй като крайните цели са били сходни. Всъщност междуособиците са били израз на различията относно средствата за постигане целта – освобождението на българите в Македония и Одринско. Битолският ръководител на ВМОРО стига до заключението: 
| „ | Изобщо владиката беше против революционната организация, защото такива бяха инструкциите от Екзархията. Екзархът искаше да се работи просветно и културно в Турция, а не революционно. Затова се водеше борба между организацията и екзархийските представители. | “ |

Пример за това са тайните братства на Иван Гарванов, преминали от лоното на Екзархията към организацията. Освен това преди и по време на Илинденско-Преображенското въстание селата в Егейска Македония масово преминават под върховенството на Българската екзархия. Четите на Борис Сарафов, Васил Чекаларов и други заклеват жителите им в името на Екзархията. Тя от своя страна назначава за учители в Македония хора по списък, предварително подготвен от задграничното представителство на ВМОРО в София. В периода 1904 – 1908 г., по време на съпротивата срещу гръцката и сръбската въоръжени пропаганди, ВМОРО активно защитава енориите на Екзархията от патриаршистите гъркомани и сърбомани. Германос Каравангелис, известен като основен враг на ВМОРО в Югозападна Македония, отбелязва: 
| „ | …за да покажат един ден на европейската дипломация, че в Костур трябва да се очертаят синурите на Велика България […] започна да срутва една след друга колоните на елинизма в общините, за да вдъхнови паниката и да подчини населението под Българската екзархия. Гръцката кръв започна да боядисва земята на Македония. Славяногласните села пред наличието на граничната дилема „Екзархия или смърт“ се причисляваха към Екзархията и даже с течение на времето се умножаваха бандите с появата на нови началници. | “ |

Самият Яне Сандански след Младотурската революция блокира опитите на левицата да неглижира Екзархията през 1908 г., като заявява, че ако трябва, е готов да я брани с оръжие в ръка. Друг пример за сътрудничество е покръстването на помаците през 1912 – 1913 г., което е извършено в Родопите и Беломорието под ръководството на Екзархията с помощта на ВМОРО.

### Отношения с ВМОК
През 1895 г. в София е основан Върховният македоно-одрински комитет, революционна организация на македонски и тракийски емигранти и български общественици. Комитетът организира известната четническа акция в 1895 г., а в началото на следващата година изработва проект за реформи в Османската империя. Проектът е изпратен на ЦК на ВМОРО в Солун. Той предвижда обособяване на Македония и Одринска Тракия в отделни административни единици в рамките на Османската империя по примера на Източна Румелия. Проектът е възприет от ВМОРО като основа за нейните политически искания и заляга в новия ѝ устав. След създаването на представителство на ВМОРО в София в края на 1896 г., членовете му са по право членове и на комитета. През май 1900 г. ВМОК и ВМОРО подписват съвместен протокол, с който офицерите от българската армия се допускат в структурите на ВМОРО. Върховният комитет оказва значителна помощ на вътрешната организация при изграждането на четническия институт. Двете организации правят общи постъпки пред Българската екзархия за назначаване на учители в Македония и Одринско. По това време отношенията между комитетите са добри, за което свидетелства и Гьорче Петров:
| „ | Съществуват две организации по освободителното дело, една вътре, друга тук (т.е. в България). Управителните им тела: „ЦМОРК“ – там, и „Върховен Македонски комитет“ – тук, са в съюз, без да се бъркат единия в работите на другия. Посредникът съм аз, като член на Централния комитет и такъв по пълномощно във ВМК. | “ |

В началото на 1901 г. отношенията на ВМОК с ВМОРО се влошават, като основният проблем е стремежът на Вътрешната организация за предотвратяване на преждевременно въстание и по-дълга революционна подготовка на населението в Македония и Одринско. В своите спомени Георги Попхристов отбелязва:
| „      | Ние схванахме, че борбата в София е от принципиален характер. С прибързано въстание на върховистите ще се придаде повече български характер на борбата, когато тя по устав бе борба за автономия. | “ |
| [ 53 ] | |   |

На 23 септември 1902 г. четите на ВМОК вдигат Горноджумайското въстание. Тази прибързана постъпка нанася силен удар върху ВМОРО. Унищожени са бази и канали, през които преминават хора и оръжие за вътрешността на Македония. Вътрешната организация се стреми да намали размаха на въстанието и дори се стига до въоръжени стълкновения между четите на двете организации. Тези фактори водят до ускоряване на подготвяното от ВМОРО въстание, което избухва на 2 август 1903 г. и в което участват и чети на ВМОК. След първоначално доброто сътрудничество с ВМОРО, Върховният комитет влиза постепенно в конфликт и с нея, и с българското правителство и през 1903 г. организацията е забранена в България, а в 1905 г. се саморазпуска и част от дейците му преминават във ВМОРО.

## Афери, въстания и борба с чуждите пропаганди

### Афери
В началния си период организацията е разтърсвана от провали, известни като „афери“. Винишката афера от 1897 г. е първият голям провал във ВМОРО. Започва в с. Виница, Кочанско и причинява разстройване на революционната мрежа в Скопския санджак. В резултат на Винишката афера ВМОРО губи много оръжие, претърпява морални щети, лишава се от ценни кадри, а османските власти започват да гледат с нарастващо недоверие на българското население в Македония. Тази афера е съизмерима с други удари, които организацията понася впоследствие, като Керемидчиоглувата афера в Одринско, Иванчовата афера в Костурско (1901 г.) и последствията от Солунските атентати (1903 г.).
Аферите разкриват нуждата от повече ефективност в действията на революционната организация при подобни кризи, когато е необходимо да се даде убежище на преследваните и да се спрат предателствата. Те ускоряват създаването на постоянни районни чети на ВМОРО, усъвършенстването на нелегалните канали за бягство към България. Смята се, че те са един от поводите за масовизирането на ВМОРО и активизирането на действията ѝ сред селското население. Все пак има и успешни афери, като тази с отвличането на Елън Стоун. Акцията допринася за популяризирането на ВМОРО далеч извън пределите на Османската империя, за което спомага и самата Мис Стоун със своите беседи в Съединените щати.

### Илинденско-Преображенско въстание
В началото на 1903 г. под председателството на Иван Гарванов Солунският конгрес взема решение за вдигане на въстание през лятото на същата година. В края на април същата година още едно събитие ускорява избухването на революцията. Група младежи, известни впоследствие като „гемиджиите“, извършват серия от атентати в Солун. Повечето атентатори загиват, след като водят неколкодневни боеве по улиците на града. Европейските държави още от януари 1903 г. се опитват да проведат известни реформи, но не постигат особен резултат. На Смилевския конгрес на Битолския окръг се решава въстанието да започне в окръга на 20 юли (2 август по нов стил) Илинден. Началото на бойните действия в Одрински революционен окръг се определя на конгрес на Петрова нива за 6 август (19 август) (Преображение Господне), а Серският окръг решава да се вдигне на 27 септември (Кръстовден). Илинденско-Преображенското въстание избухва преждевременно, затова масово то се проявява само в два революционни окръга. Всички обществени слоеве в България, независимо от своите различни схващания, съчувстват на въстаниците и оказват морална и материална помощ. На 17 септември щабът на въстанието в Битоля изпраща молба до българското правителство да обяви война на Турция. През 1903 г. обаче не съществуват реални възможности за победен изход от война. Освен възпиращите предупреждения на Великите сили българското правителство е предупредено, че съседните държави няма да останат безучастни при евентуална военна намеса. При съществуващата международна обстановка България няма нито сили, нито възможност за реална военна помощ. Въпреки поражението въстанието събужда европейското обществено мнение. Започват контролирани от европейските държави реформи, предвидени в Мюрцщегската реформена програма. След неуспеха на въстанието революционната организация продължава своята въоръжена борба.

### Борба с чуждите пропаганди
От 1900 до 1908 г. организацията води борба с чуждите пропаганди и техните въоръжени отряди. По онова време турското правителство, с цел да изостри отношенията между Румъния и България, признава правото на Букурещ да закриля културните и религиозни права на куцовлашкото население. След убийството на арумъна Стефан Михайляну, организирано от ВМОК и ВМОРО, България и Румъния са на ръба на война, като причината е Добруджанския въпрос. Започват да се формират чети от македонски доброволци, а Гоце Делчев подготвя организацията за война в Добруджа. При избухването на Илинденско-Преображенското въстание Сърбия предлага морална и материална поддръжка на въстаниците и иска изпращането на задграничен представител на ВМОРО в Белград. След потушаването на въстанието Борис Сарафов е приет в Белград и с негова помощ година по-късно в Македония навлизат първите въоръжени чети на сръбските комитети. Според търговския агент Атанас Шопов Сърбия предлага сръбският елемент да се влее във ВМОРО, а организацията от своя страна да се трансформира в Македоно-одринско-косовска революционна организация. Сърбия търси да разреши Македонския въпрос на базата на разделянето на Македония на зони на влияние. Същевременно Задграничното представителство на ВМОРО опровергава твърденията за преговори със Сърбия.
След 1904 г. борбата е насочена предимно срещу гръцката въоръжена пропаганда, която е финансирана и организирана от правителството на Кралство Гърция. Гръцките части често оказват военна помощ на османската войска и правят опит за съединение с четите на сръбската пропаганда. И двете чужди сили целят промяна на националното съзнание на македонските българи и подготвят почвата за бъдещо отвоюване на територии в своя полза. Голяма част от привлечените в организацията гъркомани и сърбомани се отмятат и се присъединяват към чуждите въоръжени чети. За всичките 4 години на гръцката македонска борба основните постижения на андартите са опожаряването и изтреблението на няколко български села, сред които Загоричани и Зелениче. Последователно са изтребвани и всичките приобщени към ВМОРО българи. Международната общественост често осъжда гръцките зверства и безотговорността на турските власти. В отговор на гръцките изстъпления в България се заражда антигръцко движение.

## Идейни различия и разцепление

### Идейни различия
От самото начало в македоно-одринското освободително движение се зараждат две течения – ляво (реформаторско) и дясно (консервативно). Постепенно противоречията между тях се изострят. Лявото течение се основава на социалистически и анархистични идеи. То се противопоставя на пряката намеса на българските държава и църква в освободителното дело. Привържениците му настояват освен българи-екзархисти в организацията да бъдат допускани и представители на други народности и вероизповедания, включително гъркомани и сърбомани. То не подкрепя решаването на Македонския и Тракийския въпроси чрез присъединяването на двете области към България. Лявото крило стои зад идеята за Балканска федерация, която да замести Османската империя след нейното разпадане. Според този ляв политически проект Македония и Одринско трябва да се обособят като самостоятелна федерална единица с равноправие на всички граждани, живеещи в нея, независимо от тяхната народност и вероизповедание. В съвременната македонска историография това се разбира като израз на етнически, а не на политически сепаратизъм.
Дясното течение допуска възможността за обединение на Македония и Тракия с България и приема тясното сътрудничество с българските власти, включително под формата на военни помощи. То настоява за запазване на идеите от началния период на организацията, като в нея имат право да членуват само българи-екзархисти. Членовете му се противопоставят на сътрудничество с османската администрация, което левичарите са склонни да допуснат. Консерваторите акцентират на автономията на Македония и Одринско и на обединителната роля на Българската екзархия. Между двете крила има и групи, настояващи за компромис, но техните привърженици са гледани с подозрение и от двете страни.

### Разцепление
След 1904 г. организацията открито се разделя на две крила. В дясното влизат Христо Матов, Иван Гарванов, Борис Сарафов и други. Из средите на лявото са Яне Сандански, Христо Чернопеев и Димо Хаджидимов. През следващата година (1905) е свикан общ конгрес на ВМОРО, който се провежда в Рилския манастир. Според новите устройствени актове организацията се децентрализира. Има и нов Централен комитет – Дамян Груев, Пере Тошев и Тодор Попантов. Очакванията, че конгресът ще изглади съществуващите противоречия, остават без покритие. Дамян Груев до смъртта си през 1906 г. успява да тушира напрежението. След това се стига до окончателно разцепление. Десните излизат с открита декларация в подкрепа на сътрудничеството с българската държава. Тези виждания левичарите смятат за напълно неприемливи, тъй като противоречат на идеята за Балканска федерация. На 10 октомври 1907 г. Яне Сандански нарежда убийството на драмския войвода Михаил Даев, близък на дясното крило. На 28 ноември Тодор Паница, по нареждане на Яне Сандански, убива Борис Сарафов и Иван Гарванов, а Христо Матов едва избягва покушението. На Кюстендилския конгрес през март 1908 г. санданистите не са поканени и под председателството на Христо Матов ръководителите им задочно са осъдени на смърт. През май същата година се провежда алтернативен конгрес на левицата в Банско. Там е взето решение за създаване на нова организация и за разпускане на четническия институт. По-късно левицата, начело със Сярската група, влиза в контакт с младотурците и се заема със създаването на Македоно-одринска революционна организация. Така организацията фактически се разцепва на две враждуващи фракции и навлиза в най-противоречивия период от развитието на македонското движение, характеризиран от стремежа за физическа разправа с опонентите вътре в организацията.

## Легализация и реактивация

### Легализация
Така наречената Младотурска революция в 1908 г. прокламира ограничаване правата на султана и равноправие на етносите в империята. Първоначалната еуфория кара българските чети да прекратят въоръжената борба и с благоволението на османските власти да слязат от планините. Основните крила на ВМОРО през 1909 г. дават началото на две легални политически партии – Съюз на българските конституционни клубове и Народна федеративна партия (българска секция). И двете успяват да вкарат български депутати в Османския парламент. Българското правителство се възползва от нестабилността, настъпила в Османската империята непосредствено след идването на младотурците на власт, и на 22 септември в Търново със специален манифест провъзгласява независимостта на България. Не след дълго национализмът на младотурците надделява над реформаторските идеали и те възобновяват репресиите. От втората половина на 1909 г. новото правителство повежда политика на „отоманизация“ – заличаване на институциите и самосъзнанието на националните малцинства посредством административен, полицейски и икономически натиск и превръщане на всички жители на империята в османци. В 1910 г. османското правителство забранява и двете български партии. След разбиването на четата на Дине Дробенов започва Неврокопската афера, а през пролетта на 1910 г. младотурците предприемат широката обезоръжителна акция, съпроводена с масови репресии над българското население. В отговор на това идва възстановяването на революционната организация и четническото движение от страна на десницата.

### Реактивация
В края на 1909 г. очевидните тенденции в развитието на младотурския режим довеждат до преориентиране на някои от левите. Между тях е Христо Чернопеев, който с група дейци от Солунски, Струмишки и Серски революционен окръг, между които Тане Николов и Апостол Петков, но без санданистите, основават на 4 май 1910 г. Българска народна македоно-одринска революционна организация. По същото време, в началото на май 1910 г., е проведено съвещание и е взето решение за възобновяване на революционната дейност на ВМОРО. В центъра на тези събития са активисти на десницата, като задграничните представители Христо Матов и Христо Татарчев и щипските дейци Тодор Александров и Тодор Лазаров. След преговори в София в началото на 1911 г. БНМОРО се обединява с дясното крило. Старият ЦК на ВМОРО, избран на Кюстендилския конгрес, вече се смята неспособен да отговори на изискванията на момента. Така в началото на 1911 г. е избран нов ЦК, в който влизат Тодор Александров, Христо Чернопеев и Петър Чаулев, а за запасен член е избран върховистът Александър Протогеров, макар пълно обединение с дейците на ВМОК да не се постига. Те са избрани не от общ конгрес, а с писмено разбирателство от окръзите, като междувременно задгранични представители са Тодор Лазаров, Павел Христов и Ефрем Чучков, но последните двама се отказват. В резултат на преговорите между революционните дейци ВМОРО е възстановена със старото си име и програмни документи. Междуособиците в организацията обаче не спират. Яне Сандански отказва да участва в общо съвещание на войводите, на което да се реши как ще се действа в условията на предстоящата война.
В периода между Хуриета и Балканските войни се наблюдава и едно ново явление в отношенията между революционното движение и българската държава. Левицата, която в предишния период заклеймява всяко сътрудничество с българските власти, изправена пред реалностите на балканския национализъм, променя позицията си. В 1909 г. българската държава вече е официално призната като независима от Османската империя и сравнително добре въоръжена. Под влияние на турските жестокости в Македония и Одринско психологическата атмосфера в България е наелектризирана и се очаква война. Така през май 1911 г. от България за вътрешността на Македония заминават първите нови чети на ВМОРО, формирани на българска територия. Те предприемат организирането и извършването на редица атентати. Още през 1910 г. Тодор Александров разработва нова тактика на бойните действия, която предвижда да се избягват мащабните операции за сметка на добре премерени диверсионни акции и атентати. Така под негово ръководство са организирани и извършени Магарешките атентати, които са един от поводите за избухването на Балканската война през 1912 г.

## Участие във войните за национално обединение

### Балканска война
Старите вражди между централисти, върховисти и санданисти са прекратени. На 18 септември 1912 г. началникът на щаба на армията генерал-майор Иван Фичев възлага на подполковник Александър Протогеров и майор Петър Дървингов да организират и изпратят в тила на османските сили „малки партизански отряди“. Така се създава Македоно-одринското опълчение като специална българска военна част, действала по време на Балканската (1912 – 1913 г.) и Междусъюзническата война (1913 г.). Съставено е от доброволци от териториите на Македония и Тракия, които все още са под османска власт, които не подлежат на задължителна военна служба в България. Заедно с това се реактивират и четите на ВМОРО, разположени в тила на турците. В началото на ноември 1912 г. в излизащия в Солун вестник „Беломорец“ ЦК на ВМОРО публикува официална декларация по Македонския въпрос, в която се казва:
| „ | Нас, македонските българи […] преди всичко ни интересува съдбата на онази Македония, която е обляна с мъченическа и героична българска кръв и в чиито граници българският елемент […] и днес още е болшинство. Всички македонски българи поддържат с пълно единодушие и с най-голяма енергия целокупна Македония в определените от българите граници да бъде изцяло обединена с българското царство. Ако не е възможно да се реализира тази най-справедлива и най-подходяща за националните български интереси формула, тогава да се остави Македония неделима и да влезе тя като самостоятелна държавна единица с център Солун в бъдещата Балканска федерация. | “ |

По време на Балканската война ВМОРО подкрепя изцяло българската армия и войските на съюзниците Сърбия, Гърция и Черна Гора в съвместната им борба срещу Османската империя. С влошаването на отношенията между балканските съюзници в анексираните територии и засилването на сръбския и гръцкия терор над българското население в Македония през 1913 г. ВМОРО организира изпращането на нови чети в Македония.

### Междусъюзническа война
Тази дейност се засилва през и особено след Междусъюзническата война през 1913 г. Тогава е организирано Тиквешкото въстание – първият масов въоръжен протест на македонските българи срещу новия сръбски режим във Вардарска Македония. Въстанието избухва на 15 юни 1913 г., ден преди началото на Междусъюзническата война. По данни на Карнегиевата комисия броят на жертвите на Тиквешкото въстание е над 1000 души. След подписването на Букурещкия договор на 11 август 1913 г. ЦК на ВМОРО взима решение да се настоява пред Великите сили за ревизия на договора, в противен случай организацията да продължи своята революционна борба за освобождението на Вардарска и Егейска Македония. В резултат на 9 септември 1913 г. избухва Охридско-Дебърското въстание на българи и албанци срещу новата сръбска власт. За да спасят живота си, над 30 хиляди души българи от тази част на Македония по различни пътища бягат към България. Хиляди албански бежанци намират подслон в съседна Албания.

### Първа световна война
В 1914 г. ВМОРО организира т. нар. Комитет на дезертьорите, който има за цел да ръководи и координира прехвърлянето към България на дезертирали от сръбската армия българи след избухването на Първата световна война. Нападението на Австро-Унгария над Сърбия кара организацията открито да прояви симпатии към Централните сили. Ръководството на ВМОРО осъществява контакт с австро-унгарската и германската легации в София и си издейства солидни средства за въоръжаване. На 20 март 1915 г. е извършена Валандовската акция, насочена срещу сръбските войски във Вардарска Македония. Акцията е едно от най-големите сражения в историята на ВМОРО. През октомври 1915 г., в навечерието на намесата на България във войната, ЦК на ВМОРО издава заповед до четите, куриерите и милицията на организацията да оказват всестранно съдействие на българските войски и да разстройват тила на сръбските части.
С включването на България в Първата световна война на страната на Централните сили през октомври 1915 г. структурите на ВМОРО изцяло се вливат в състава на Българската армия. Така в хода на войната на практика организацията прекратява съществуването си. На 30 октомври е предприета масова акция по прекъсване на телеграфните съобщения във Вардарска Македония и чрез граничните пунктове в Гюешево, Черната скала, Горна Джумая и Струмица се предават данни за разположението на сръбските войски, които улесняват действията на българските части. Четите на ВМОРО действат успоредно с настъпващите български войски, като в много случаи – Кратово, освободен от четата на Дончо Ангелов, Радовиш, освободен от Петър Лесев и Петър Овчаров, Крушево, освободено от Петър Чаулев и Павел Христов и други – влизат първи в освободените селища. Формирана е и Единадесета пехотна македонска дивизия предимно от българи от Македония, която е наследник на Македоно-одринското опълчение. През 1915 г., при българското настъпление срещу Сърбия, дивизията участва в боевете при Криволак, Струмица, Кавадарци и Неготино. През следващата 1916 г. Единадесета дивизия влиза в боевете срещу английски части по долината на Струма. През март 1917 г. Александър Протогеров, полк. Петър Дървингов и четите на ВМОРО начело с Тане Николов потушават сръбското Топлишко въстание в Поморавието. През 1918 г. дивизията участва в епичните Дойрански сражения, в които Първа българска армия отблъсква англо-гръцкото настъпление. След пробива на съглашенските сили при Добро поле през септември 1918 г. дивизията отстъпва организирано към Горна Джумая, където е демобилизирана.

## Възобновяване на дейността
След поражението на Царство България в Първата световна война Вардарска и Егейска Македония са включени отново в пределите съответно на новосъздаденото Кралство на сърби, хървати и словенци и на Гърция, а Западна Тракия по-късно също е предадена на Гърция. По идея на членовете на последния Централен комитет на ВМОРО, избран през 1911 г. в състав Тодор Александров, Петър Чаулев и Александър Протогеров (последният като резервен член замества убития през войната Христо Чернопеев), на тайно заседание в София на 20 декември 1919 г. организацията е възстановена като Вътрешна македонска революционна организация. Официално възстановяването е оповестено на 19 март 1920 г. Името ѝ е променено, след като при етническото прочистване на Одринска Тракия, организирано от младотурското правителство през 1913 г., българското население е окончателно прогонено от региона. Малко след това се създава и отделна Вътрешна тракийска революционна организация (ВТРО), действаща в Източна Македония и Западна Тракия под водачеството на Тане Николов. Част от бившата левица на ВМОРО формира по това време Македонската федеративна организация. През 1925 г. от части от левицата е формирана и ВМРО (обединена).
Извън прякото и активно революционно дело остават десетки бивши дейци на ВМОРО, политически емигранти и бежанци в България. Те създават нови структури като Илинденската организация, чиято основна дейност е издаването на историческа литература, мемоари и брошури за революционното движение отпреди войните за национално обединение.

## Вдъхновяване на революционни организации от други откъснати части на българското землище
След Първата Световна война по подобие на ВМОРО/ВМРО са създадени вътрешни регионални революционни организации на българите в Югозападна Тракия, Добруджа и Западните покрайнини.

## Оценка на цялостната дейност на ВМОРО

### В България
До 1945 г. ВМОРО е оценявана от българската историография като патриотична организация. Според марксистко-ленинската историография, наложила се в периода след 1944 г., ВМОРО е обявена за „македонска организация“, а нейните дейци за „македонци“. По настояване на Белград БКП в ролята си на управляваща партия нарежда през юни 1947 г. Македонският научен институт да се самоликвидира, а неговите архиви и костите на Гоце Делчев са предадени на Скопие. През 50-те години на 20. век започва постепенно възвръщане към преобладаващото преди комунистическия преврат гледище. Като цяло обаче дейността на организацията се неглижира в идеологизираните историографски трудове в периода 1945 – 1963 г. След проведения през март 1963 г. пленум на ЦК на БКП историографията в страната се връща към възгледите си по македонския въпрос от периода до 1945 г. Слага се край на идеологическите залитания, колебания и неясноти и се формира ясна патриотична историческа концепция. Все пак е налице явен толеранс към дейците на лявото крило, като по политически причини се приема, че през 1908 г. организацията окончателно е прекратила съществуването си. Започва публикацията на документална и художествена литература по въпроса, а през 1988 г. излиза и игрално-документалния сериен филм „Мера според мера“. След промените от 1989 г. подновява дейността си Македонският научен институт. Започва популяризиране на дейността и на активистите от дясното крило на ВМОРО, включително и дейността на организацията след 1910 г. Действията и възгледите на левицата са подложени на обективна преоценка.

### В Северна Македония
В Народна република Македония организацията е обявена от председателя на Изпълнителния съвет на НР Македония Лазар Колишевски за българска и като такава – без историческо значение. Впоследствие обаче това гледище е ревизирано. След като се установява, че в колективната памет на балканските народи ВМОРО е останала като българска организация, в Югославия започва кампания, която се стреми да убеди регионалното обществено мнение, че всъщност българите са узурпатори на една по същество македонска етническа организация. Тезата на ВМОРО, че Македония и Одринско ще извоюват своите права след вътрешна подготовка и въстание, както и относителната самостоятелност на организацията от българската държава, според македонистката интерпретация са израз на етнически сепаратизъм. Той целял не политическа автономия, а създаването на етническа македонска държава (без това да се отнася за Тракия). Изричната разпоредба на Устава на БМОРК в организацията да членуват само българи се тълкува като право на членство на представителите на конкретна религиозна общност (екзархисти). Уставът и Правилникът на БМОРК се пренебрегват в Скопие до такава степен, че са обявени от някои тамошни историци за фалшификати. Защитниците на тези твърдения приемат преобладаването по онова време на отделно национално съзнание сред славяноезичното население в Македония, различно от това в Тракия и Княжество България. С оглед омаловажаване пробългарската дейност на ВМОРО по време на войните от 1912 – 1918 г., историографията в Република Македония приема, че след 1908 г. организацията прекратява окончателно съществуването си. Денят на учредяване на ВМОРО е обявен за официален празник в Република Македония.